# Веселокутська сільська рада (Тальнівський район)
Веселоку́тська сільська́ ра́да — адміністративно-територіальна одиниця та орган місцевого самоврядування в Тальнівському районі Черкаської області. Адміністративний центр — село Веселий Кут.

## Загальні відомості
- Населення ради: 655 осіб (станом на 2001 рік)

## Населені пункти
Сільській раді були підпорядковані населені пункти:
- с. Веселий Кут

## Склад ради
Рада складалася з 14 депутатів та голови.
- Голова ради: Козаченко Павло Олександрович
- Секретар ради: Гук Ольга Василівна

### Керівний склад попередніх скликань
| Прізвище, ім'я, по батькові   | Основні відомості                                                 | Дата обрання | Дата звільнення |
| ----------------------------- | ----------------------------------------------------------------- | ------------ | --------------- |
| Козаченко Павло Олександрович | Сільський голова, 1960 року народження, освіта вища, безпартійний | 26.03.2006   | 31.10.2010      |
| Козаченко Павло Олександрович | Сільський голова, 1960 року народження, освіта вища, безпартійний | 31.10.2010   |                 |

Примітка: таблиця складена за даними сайту Верховної Ради України

### Депутати
За результатами місцевих виборів 2010 року депутатами ради стали:

#### За суб'єктами висування
| Суб'єкт висування           | Кількість обраних депутатів | %    |
| --------------------------- | --------------------------- | ---- |
| Самовисування               | 11                          | 78,6 |
| Партія регіонів             | 2                           | 14,3 |
| Комуністична партія України | 1                           | 7,1  |

#### За округами
| № округу                    | Прізвище, ім'я, по батькові       | Дата визнання обраним | Освіта  | Партійна приналежність                        | Відомості про обраного депутата              |
| --------------------------- | --------------------------------- | --------------------- | ------- | --------------------------------------------- | -------------------------------------------- |
| Комуністична партія України |                                   |                       |         |                                               |                                              |
| 10                          | Сніцаренко Сергій Андрійович      | 01.11.2010            | вища    | член Комуністичної партії України             | пенсіонер                                    |
| Партія регіонів             |                                   |                       |         |                                               |                                              |
| 3                           | Тосич Людмила Василівна           | 01.11.2010            | вища    | позапартійна                                  | Сільська рада, головний бухгалтер            |
| 13                          | Вовченко Дмитро Леонідович        | 01.11.2010            | середня | член Партії регіонів                          | СВК Веселий Кут, пасічник                    |
| Самовисування               |                                   |                       |         |                                               |                                              |
| 1                           | Мартинюк Михайло Олександрович    | 01.11.2010            | середня | позапартійний                                 | приватний підприємець                        |
| 2                           | Мусієнко Олена Станіславівна      | 01.11.2010            | середня | член Всеукраїнського об'єднання «Батьківщина» | СВК Веселий Кут, кухар                       |
| 4                           | Матющенко Тетяна Іванівна         | 01.11.2010            | вища    | позапартійна                                  | Сільська бібліотека, завідувачка             |
| 5                           | Щепак Петро Михайлович            | 01.11.2010            | вища    | позапартійний                                 | СВК Веселий Кут, заступник Голови правління  |
| 6                           | Гук Ольга Василівна               | 01.11.2010            | вища    | позапартійна                                  | Сільська рада, секретар                      |
| 7                           | Колісніченко Микола Олександрович | 01.11.2010            | вища    | позапартійний                                 | тимчасово не працює                          |
| 8                           | Швець Роман Анатолійович          | 01.11.2010            | вища    | позапартійний                                 | Тальнівський РВ УМВС, дільничний інспектор   |
| 9                           | Атаманюк Олена Григорівна         | 01.11.2010            | середня | позапартійна                                  | СВК Веселий Кут, обліковець                  |
| 11                          | Мельниченко Галина Василівна      | 01.11.2010            | вища    | позапартійна                                  | Веселокутська загальноосвітня школа, вчитель |
| 12                          | Матющенко Наталія Михайлівна      | 01.11.2010            | середня | позапартійна                                  | приватний підприємець                        |
| 14                          | Захарчук Роман Павлович           | 01.11.2010            | вища    | позапартійний                                 | Сільська рада, землевпорядник                |